# بيركوناس

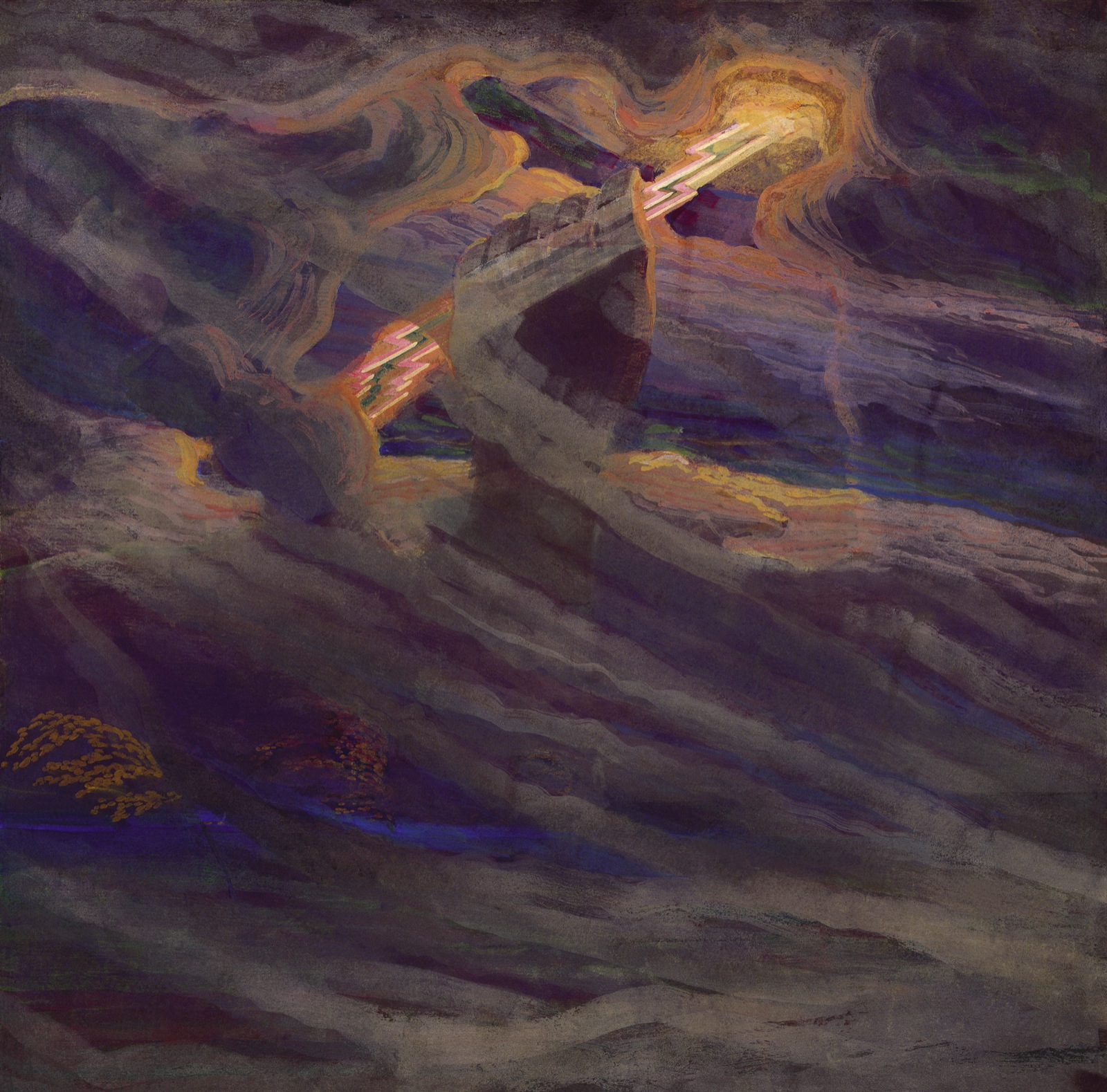

بيركوناس (ملاحظة 1) هو اسم إله الرعد في الديانات البلطيقية القديمة، وكان يحتل المرتبة الثانية في الأهمية بعد ديفاس.
كان بيركوناس وفق علم الأساطير الليتوانية واللاتفية إله السماء والرعد والبرق والعواصف والمطر والنار والحرب والقانون والنظام والخصوبة والجبال وشجر البلّوط.